# Macedonia (regiune)
Vezi și Imperiul Macedonean
Macedonia este o regiune în peninsula balcanică, majoritar aflată pe teritoriul actual al Greciei, Macedoniei de Nord și al Bulgariei, însă prezentă și în interiorul granițelor Serbiei, Albaniei și ale Kosovoului. 